# Friedrich Verlag

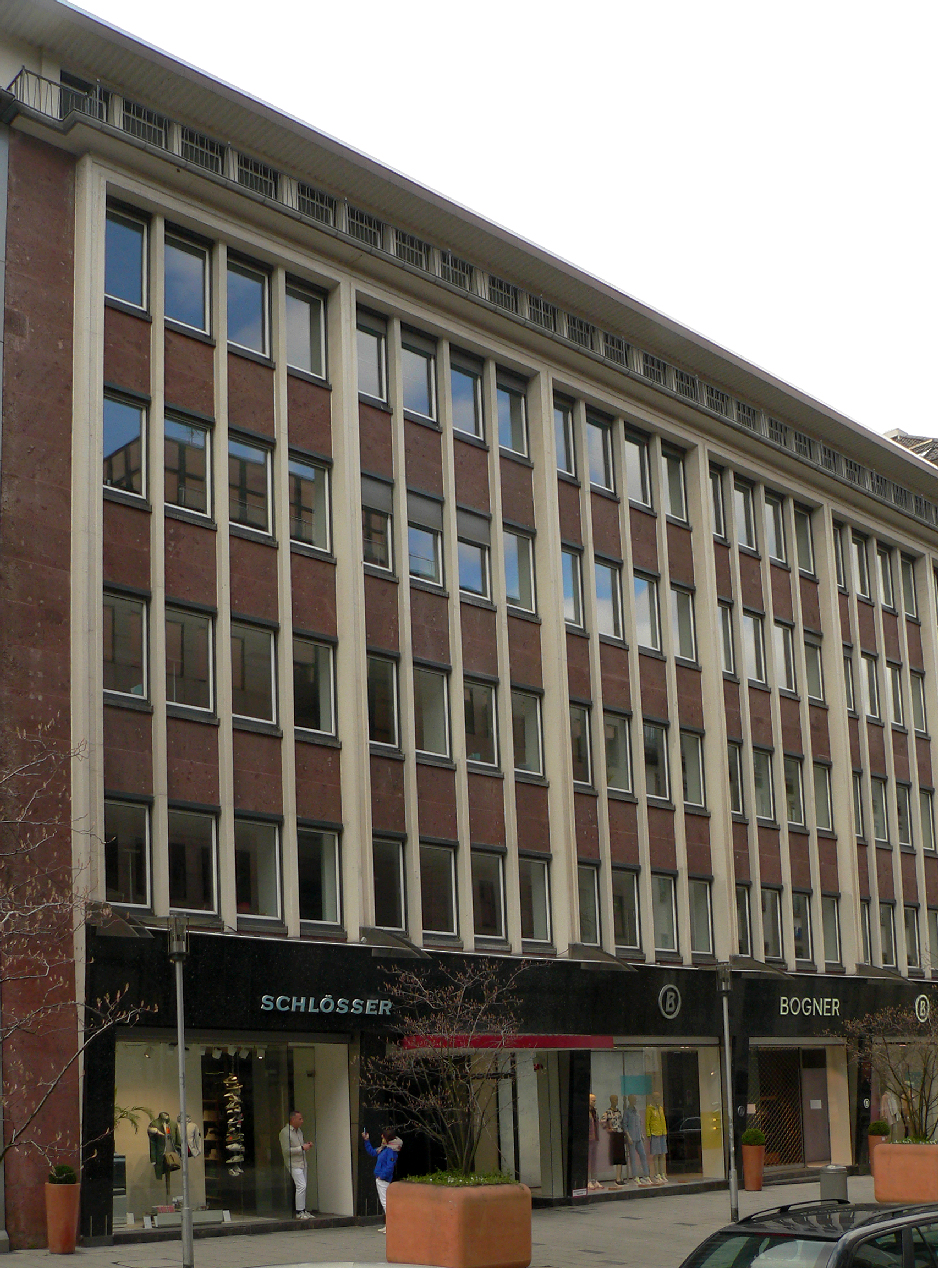
Sitz des Friedrich Verlags in Hannover (2020)

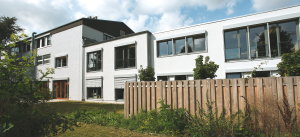
Außenansicht des früheren Verlagsgebäudes in Velber

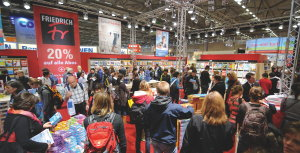
Messestand Friedrich Verlag auf der didacta 2010

Der Friedrich Verlag ist ein deutscher Verlag in Hannover. Das Unternehmen der Klett Gruppe verlegt in erster Linie pädagogische Fachzeitschriften.

## Unternehmen
Im Verlagshaus im Zentrum in Hannover sind ca. 100 Mitarbeiter in den Abteilungen Redaktion, Mediengestaltung, Leserservice, Marketing, Buchhaltung, Verwaltung und Informationstechnologie beschäftigt. Mit 46 Zeitschriften (Stand 2010) begleitet der Verlag den Fachunterricht in der Grundschule und in den weiterführenden Schulen.

## Verlagsgeschichte
- 1960 Start mit der Zeitschrift Theater heute Gründung Erhard Friedrich Verlag
- 1968 nach weiteren Kulturzeitschriften erschien mit Kunst + Unterricht die erste pädagogische Zeitschrift im EFV. Im Velber Verlag (Verleger Erhard Friedrich) startete Spielen und Lernen.
- 1973 Praxis Deutsch folgte als zweite pädagogische Zeitschrift
- 1983 der Ernst Klett Verlag stieg mit 50 % anteilig bei Friedrich ein
- 1985 Friedrich übernahm den Kallmeyer Verlag, der unter anderem die Zeitschrift Die Laute[1] herausgab
- 1995 nach und nach vollzog Erhard Friedrich den Generationenübergang und übergab die verlegerische Leitung in neue Hände – unter dem Dach der Friedrich Beteiligungsgesellschaft arbeiten die Verlage und der Verlagsservice zusammen
- 1997 Friedrich Berlin Verlag wurde als eigenständiges Unternehmen ausgegliedert
- 2005 Nach dem Tode des Verlegers ging der Verlag zu 100 % in die Klett Gruppe über
- 2006 Einzelbereiche des Programms wurden neben den Friedrich Zeitschriften unter den Marken Kallmeyer Lernspiele, Klett/Kallmeyer Fachbuch, zunächst auch VPM/Lernbuch Verlag (heute beim Auer Verlag), neu gebündelt
- 2009 Verschmelzung der Betriebsteile in Velber unter dem neuen Dach „Friedrich Verlag“
- 2019 Der Friedrich Verlag zieht von Velber nach Hannover

## Zeitschriften

### Schule
Primarstufe:
- Die Grundschulzeitschrift
- Grundschule Deutsch
- Grundschule Englisch
- Grundschule Mathematik
- Grundschule Kunst
- Grundschule Musik
- Grundschule Sachunterricht
- Grundschule Sport
- Grundschule Religion

Fächerübergreifend:
- Schule leiten
- Lernende Schule (Schulleitung/Schulentwicklung)
- Klasse leiten
- Computer und Unterricht (Medienpädagogik)
- Schule inklusiv
- Friedrich Jahresheft (Jahrespublikation)
- Schüler (Jahrespublikation)

Sekundarstufe:
Sprachen:
- Praxis Deutsch (alle Schulstufen)
- Der Deutschunterricht (Sek II + Hochschule)
- Deutsch 5-10 (Sek I)
- Unterricht Englisch (Sek I+II)
- Englisch 5-10 (Sek I)
- Unterricht Französisch (Sek I+II)
- Der Altsprachliche Unterricht (Sek I+II + Hochschule)
- Unterricht Spanisch (Sek I+II)

Mathematik:
- Der Mathematikunterricht (Sek II)
- Mathematik lehren (Sek I+II)
- Mathematik 5-10 (Sek I)

Naturwissenschaften:
- Unterricht Biologie (alle Schulstufen)
- Biologie 5-10 (Sek I)
- Unterricht Chemie (Sek I+II)
- Unterricht Physik (Sek I+II)
- Astronomie + Raumfahrt (Sek I+II)
- Naturwissenschaften 5-10 (Sek I)

Gesellschaft:
- Geschichte i. Wissensch. und Unterr. (Sek II + Hochschule)
- Geschichte lernen (Sek I+II)
- Unterricht Wirtschaft + Politik (Sek I+II)
- geographie heute (Sek I+II)

Religion/Ethik:
- entwurf – Religion (Sek I+II)
- Religion 5-10 (Sek I)
- Ethik & Unterricht (Sek I+II)

Ästhetische Fächer:
- Kunst+Unterricht (alle Schulstufen)
- Kunst 5-10 (Sek I)
- Schultheater (Sek I+II)

Sport/Spiel:
- Sportpädagogik (alle Schulstufen)
- Sport & Spiel (alle Schulstufen)
- Gruppe & Spiel (Spielpädagogik)

### Pflege
- pflegen: Demenz
- pflegen: palliativ
- gesund pflegen